# Мартиндаль: Полный справочник лекарственных средств
Мартиндаль: Полный справочник лекарственных средств (Martindale: The Complete Drug Reference) — англоязычный фармацевтический справочник, содержащий перечень порядка 6000 лекарственных средств, используемых во всём мире. Содержит сведения о более 161 000 торговых названиях, обзоры способов лечения 675‑и болезней. Впервые опубликован в 1883 году под названием «Дополнительная фармакопея».
«Мартиндаль» содержит информацию о используемых во всём мире:
- лекарственных средствах;
- ветеринарных препаратах;
- фитопрепаратах;
- вспомогательных фармацевтических веществах;
- витаминах;
- нутриентах;
- вакцинах;
- радиофармпрепаратах;
- контрастных средствах;
- диагностических средствах;
- лекарственных газах;
- токсических веществах;
- дезинфицирующих средствах;
- пестицидах.

## Структура справочника
Мартиндаль: Полный справочник лекарственных средств состоит из двух основных частей — «Лекарства и добавки» и «Препараты» и трех каталогов:

### Лекарства и добавки
Перечислены 5,930 позиции, которые расположены в 49 главах. Позиции разделены на основе клинического применения с соответствующей оценкой терапии. Дано описание свойств лекарств. В главе, посвященной дополнительным препаратам — 1095 позиций по новым препаратам, не отнесенным к целебным травам, которые не используются клинически, но представляет интерес. Есть позиции по некоторым токсинам.

### Препараты
Список препаратов включает в себя более 161 000 препаратов из Аргентины, Австралии, Австрии, Бельгии, Бразилии, Канады, Чили, Чехии, Дании, Финляндии, Франции, Германии, Греции, Гонконге, Венгрии, Индии, Индонезии, Ирландии, Израиля, Италии, Японии, Малайзии, Мексики, Нидерландов, Новой Зеландии, Норвегии, Филиппин, Польши, Португалии, России, Сингапура, Южной Африки и др.

### Каталог терминов
В каталоге терминов есть 172 000 записей фармацевтических терминов, синонимов и химических терминов на 13 языках.

### Каталог производителей
Каталог производителей включает в себя 15 300 производителей.

### Фармацевтический словарь
Фармацевтический словарь состоит из 5600 фармацевтических терминов на 13 европейских языках. В отдельном разделе на кириллице перечислены термины на русском и украинском языках. Термины используются для понимания информации о продукте, и включают инструкции по дозировке.
Цифровые версии справочника содержит 1100 слов о наркотиках, 46 000 статей о 6700 производителях.
На сегодняшний день существует 40 изданий справочника. 40-е издание опубликовано в мае 2020 года.